# Комітет дружби народів Кавказу, Туркестану та України
Коміте́т дру́жби наро́дів Кавка́зу, Туркеста́ну та Украї́ни (фр. Le Comité d’Amitié des Peuples du Caucase, du Turkestan et de l’Ukraine, рос. Комитет дружбы народов Кавказа, Туркестана и Украины) — організація, що об'єднувала кавказьку, середньоазійську та українську політичну еміграцію у другій половині 1930-х років.

## Історія
Комітет було створено в Парижі у 1934 році за ініціативи колишніх міністрів закордонних справ України та Грузії Євгена Гегечкорі та Олександра Шульгина. До складу керівного бюро комітету увійшли представники української, грузинської, азербайджанської, північнокавказької та туркестанської еміграції, зокрема Акакій Чхенкелі та Мустафа Шокай.
Як стверджує дослідник прометеїзму Гіоргі Мамулія, «до певної міри, це був клуб обраних, де не були представлені такі народи як кримські та волзькі татари, мордва та комі, що на той час входили у рух „Прометей“, але не мали традицій сучасної державної незалежності.»
Комітет провів ряд конференцій, лекцій та прийомів в Парижі, видавав на основі доповідей окремі брошури про стан народів СРСР і його національну політику.